# Alexandre Mavrocordato
Pour les articles homonymes, voir Mavrocordato.
Alexandre Mavrocordato, Mavrocordatos ou Mavrocordat (né et mort à Constantinople 7 septembre 1641[réf. nécessaire]- 23 décembre 1709). Phanariote au service du  Gouvernement Ottoman. Il est à l’origine d’une famille qui  joue un rôle important dans les principautés de Moldavie et de Valachie au XVIIIe siècle puis en Grèce au XIXe siècle.

## Biographie
Issu d’une famille Phanariote  originaire de Chios, fils de Nicolas Mavrocordat (1599-1653) négociant à Constantinople  et de Roxana Beglitzi. Il fait ses humanités en Italie au collège grec de Rome puis étudie la médecine et la philosophie à Padoue et Bologne. À son retour à  Constantinople il dirige l’école Patriarcale de 1665 à 1672. Il rédige des livres de syntaxe grecque, d’histoire et de rhétorique, il est le médecin de plusieurs ambassadeurs étrangers auprès de la Sublime Porte. Après avoir exercé les plus hautes fonctions civiles du Patriarcat œcuménique de Constantinople comme  « Exaporite » et Grand Logothète, il devient le secrétaire du Grand Drogman Panagiótis Nikoússios à qui il succède à l’âge de 32 ans.
Surnommé l’« Exaporite » (roumain Exaporitul), il exerce les fonctions de Grand Drogman de 1673 à 1709 et obtient le droit de porter un bonnet d’hermine et de sortir à cheval avec une garde armée. Il est également autorisé à avoir des armoiries (un phénix renaissant de ses cendres).  Il épouse en 1670 Sultana, fille de Ioannis Chrysokoulos, et belle-fille d'Ilie III Alexandru, prince de Moldavie.
Cette réussite lui suscite bien entendu des ennemis et, en 1683, il est incarcéré avec son épouse et sa mère, qui meurt en prison en 1684. Il doit payer une amende de 300 bourses et peut reprendre ses fonctions de Drogman. Il est de nouveau emprisonné en 1698 mais, dès l’année suivante, on le retrouve parmi les négociateurs ottomans du Traité de Karlowitz face aux Autrichiens. Il est alors titré comte par l'empereur Léopold.
En 1700, il est conseiller d’État mais en 1703 il doit se réfugier à l’Ambassade de France à Constantinople et verser une nouvelle contribution de 200 bourses pour obtenir son retour en grâce. Il meurt à Constantinople en 1709 en laissant une fortune évaluée à 500 bourses.

## Postérité
De son union avec Sultana Chrysokoulos sont nés :
- Ruxandra née en 1673 épouse de Matei (1664-1708) le fils du prince Grigore Ier Ghica.
- Scarlat (1678-1699) épouse Ilenca fille de Constantin Brancoveanu
- Nicolas Mavrocordato(1680-1730) Hospodar de Moldavie de 1709 à 1710 et de 1711 à 1715 puis   Hospodar de Valachie de 1715 à 1716 et de 1719 à 1730.
- Jean Ier Mavrocordato (1684-1719) Hospodar de Valachie de 1716 à 1719.